# Mili Atoll

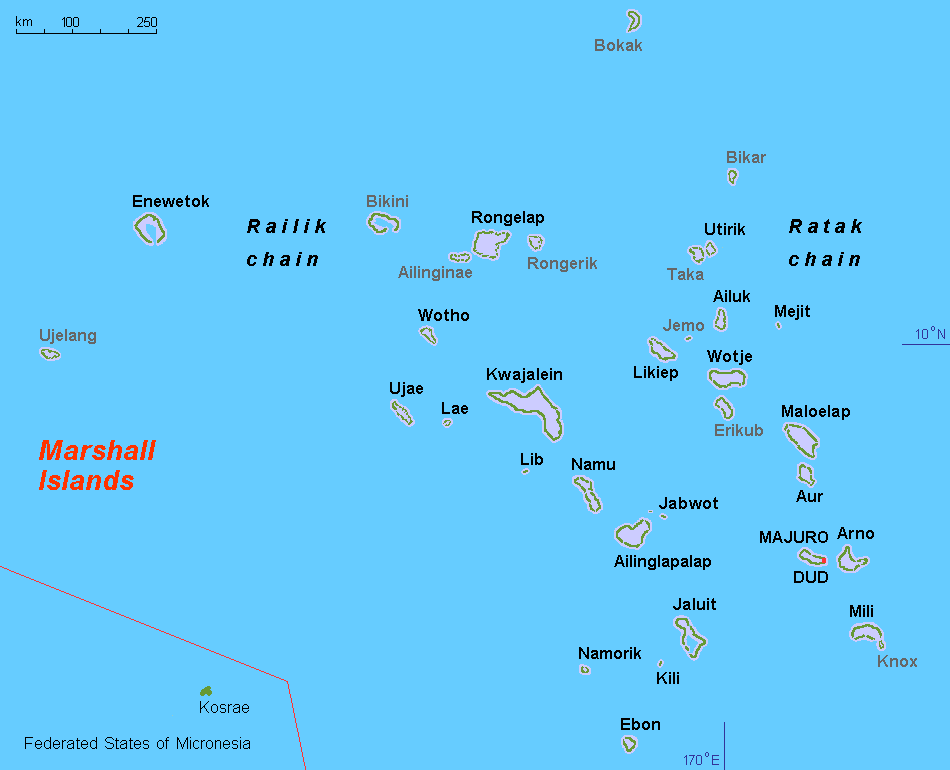
Marshallöarna, Mili strax nedanför Majuro

Mili (Marshallesiska Mile) är en atoll bland Rataköarna i norra Stilla havet och tillhör Marshallöarna.

## Geografi
Mili ligger ca 175 km sydöst om huvudön Majuro.
Atollen är en korallatoll och har en total areal om ca 774, 6 km² med en landmassa på ca 14,94 km² och en lagun på ca 759,85 km² (1). Atollen är den näst största bland Marshallöarna och består av ca 92 öar och den högsta höjden är på endast några m ö.h. De större öarna är:
- Mili, huvudön
- Enijet, även Enejet
- Lukenwor
- Tekewa

## Kommun
Befolkningen uppgår till cirka 1 000 invånare (2), förvaltningsmässigt utgör atollen en egen municipality (kommun). Ögruppens flygplatser Mili Island Airport (flygplatskod "MIJ") och Enijet Airport (flygplatskod "EJT") har kapacitet för lokalt flyg.

## Historia
Rataköarna har troligen bebotts av mikronesier sedan cirka 1000 f.Kr. och några öar upptäcktes redan 1526 av spanske kaptenen Alonso de Salazar.
Mili upptäcktes den 25 juni 1788 av brittiske kaptenerna Thomas Gilbert och William Marshall (3). Öarna hamnade senare under spansk överhöghet.
1823 anlände det amerikanska valfångstfartyget "Globe" från Martha's Vineyard efter ett myteri under Samuel B. Comstock till ön. Denne mördades några dagar senare av medmyteristen Silas Payne varpå en del av besättningen tog fartyget och flydde ön och då kvarlämnade 9 sjömän på ön. När ett räddningsfartyg, det amerikanska "Dolphin", anlände till ön 18 månader senare hade 7 sjömän under tiden dödats av lokalbefolkningen.
Neuguinea-Compagnie, ett tyskt handelsbolag köpte ögruppen från Spanien och etablerades sig på Rataköarna kring 1885 och öarna blev då ett eget förvaltningsområde tills de i oktober 1885 blev ett tyskt protektorat och då blev del i Tyska Nya Guinea.
Under första världskriget ockuperades området i oktober 1914 av Japan som även erhöll förvaltningsmandat, det Japanska Stillahavsmandatet, över området av Nationernas förbund vid Versaillesfreden 1919.
Under andra världskriget användes ögruppen som militärbas av Japan tills USA erövrade området 1944. Det finns ännu en rad japanska och amerikanska relikter från denna tid. Därefter hamnade ögruppen under amerikansk överhöghet. 1947 utsågs Marshallöarna tillsammans med hela Karolinerna till "Trust Territory of the Pacific Islands" av Förenta nationerna och förvaltades av USA.